# Тамошаускас, Томас
То́мас Тамоша́ускас  (лит. Tomas Tamošauskas; 22 мая 1983, Гаргждай) — литовский футболист, полузащитник, тренер. 

## Карьера

### Клубная
Воспитанник футбольной школы города Гаргждай, за взрослую команду родного города дебютировал в 16-летнем возрасте. С 2001 года в течение двух сезонов играл за клайпедский «Атлантас».
В начале 2003 года подписал контракт с московским «Динамо», в чемпионате России сыграл единственный матч 1 ноября 2003 года против владикавказской «Алании», также сыграл 2 матча за бело-голубых в Кубке России. В начале 2005 года отдан в годичную аренду в ФБК «Каунас».
С 2006 года в течение семи сезонов играл за лиепайский «Металлург», за это время стал чемпионом (2009) и неоднократным призёром чемпионата Латвии. В 2013 году выступал за другой латвийский клуб — рижскую «Даугаву».
В 2014 году Тамошаускас вернулся в Литву, выступает за дебютанта высшего дивизиона — клайпедский «Гранитас».

### В сборной
Тамошаускас имеет опыт выступлений за юношескую и молодёжную сборную Литвы.
В составе первой сборной дебютировал 3 июля 2003 года в матче Кубка Балтии против Эстонии, а на следующий день, в матче с Латвией, забил свой единственный гол за сборную. Всего за национальную сборную Тамошаускас сыграл 18 матчей — 3 в матчах отборочного турнира Чемпионата Европы, 4 — в матчах Кубка Балтии и 11 товарищеских.

## Достижения
- Чемпионат Латвии: 2009
- Вице-чемпион Латвии (3): 2006, 2007, 2008
- Обладатель Кубка Латвии (1): 2006
- Чемпион Балтийской Лиги (1): 2007